# تور بوکز
تور بوکز (انگلیسی: Tor Books) نام تجاری اصلی شرکت انتشاراتی تام دوئرتی است که در شهر نیویورک آمریکا مستقر است. بیشتر عناوین چاپ شده از سوی تور بوکز مربوط به شیوه‌های علمی–تخیلی و فانتزی هستند.
از نویسندگان معروفی که از سوی تور بوکز منتشر می‌شوند می‌توان به اورسن اسکات کارد، فیلیپ کی. دیک، کوری دکترو، استیون اریکسون، رابرت جوردن، آندری نورتون، هارولد رابینز، براندون ساندرسون، جان اسکالزی، وی. ای. شواب، جین وولف، و داگلاس آدامز (نسخه‌های آمریکایی) اشاره کرد.